# Johannes de Doper (Leonardo da Vinci)
Johannes de Doper is een olieverfschilderij van de Italiaanse schilder Leonardo da Vinci. Het is geschilderd tussen 1513 en 1516, toen de hoogrenaissance overging in het maniërisme. Aangenomen wordt dat dit zijn laatste schilderij was. Het wordt tentoongesteld in het Louvre te Parijs.
Het schilderij beeldt Johannes de Doper in eenzaamheid af. Johannes is gekleed in dierenvellen, heeft krullend haar, en lacht op een raadselachtige wijze die doet denken aan Da Vinci's Mona Lisa. In zijn linkerhand houdt hij een rieten kruis vast terwijl zijn rechterhand naar de hemel wijst. Men denkt dat het kruis en de huiden later zijn toegevoegd door een andere schilder.
Sommigen voeren aan dat de verschijning van Johannes androgyn of hermafrodiet is, een theorie die wordt gesteund door een schets van Da Vinci.
Het wijzende gebaar van Johannes naar de hemel stelt het belang van verlossing door middel van de doop die Johannes de Doper vertegenwoordigt. Het werk wordt vaak geciteerd door latere schilders, met name die in de late renaissance en het maniërisme. De opname van een soortgelijk gebaar van Johannes zou de betekenis van een werk met een religieuze duiding vergroten.
De doop van Christus · De annunciatie · Madonna met de anjer · Portret van Ginevra de' Benci · Madonna Benois · De boetvaardige Hiëronymus · De aanbidding door de wijzen · Madonna in de grot · De dame met de hermelijn · Portret van een dame (La Belle Ferronnière) · Het Laatste Avondmaal · Karton van Burlington House · Slag bij Anghiari · Mona Lisa · Maria met kind en Sint-Anna · Johannes de Doper

- Marburg Picture Index: 05013962
- Gemeinsame Normdatei: 4350399-8
- Joconde: 000PE025599
- Virtual International Authority File: 211736301